# اوئن کالفر
اون کالفر (به انگلیسی: Eoin Colfer) (با تلفظ: Owen) نویسنده و کمدین ایرلندی است.
او تا پیش از آن که نویسنده‌ای حرفه‌ای شود، سال‌ها در عربستان سعودی، تونس، ایتالیا و ایرلند معلم بود.
نخستین کتاب او بنی و عمر که به سال ۱۹۹۸ منتشر شد، بسیار مورد توجه خوانندگان ایرلندی قرار گرفت و توانست به لیست کتاب‌های مختلف دفتر بین‌المللی کتاب‌های نوجوانان (Honor List IBBY) راه یابد.
بنی و بِیب که دنبالهٔ کتاب قبلی است، در سال ۱۹۹۹ چاپ شد و نامزد جایزهٔ بیستر (کتاب کودک ایرلند) در سال ۲۰۰۰ شد که پیرو آن، دیپلم افتخار جایزهٔ بیستر رادر سال ۲۰۰۱ به دست آورد.
کتاب دیگر او آرتمیس فاول است که در سال ۲۰۰۱ چاپ و با تحسین جهانی رو به رو شد. کالفر همچنین چندین کتاب و نمایش نامه برای کودکان نوشته‌است.

## زندگی‌نامه
اُون کالفر در سال ۱۹۶۵، در شهر وکسفرد، واقع در شمال شرقی ایرلند متولد شد و همراه با چهار برادرش دوران کودکی خود را در آنجا سپری کرد. پدرش هنرمند و تاریخ‌دان بود و به تدریس در مدارس ابتدیی می‌پرداخت. مادرش معلم درام بود.
اولین بار که اُون به نوشتن داستان علاقه‌مند شد در مدرسهٔ ابتدیی بود، که با الهام گرفتن از درس تاریخ داستان‌های هیجان انگیزی دربارهٔ وایکینگ‌ها نوشت.
او بعد از اینکه مدرسه اش را تمام کرد در دانشگاه دوبلین مدرک گرفت و به معلمی در مدرسهٔ ابتدیی پرداخت. او برای کار کردن به وکسفرد برگشت. در سال ۱۹۹۱ ازدواج کرد و همراه با همسرش در حدود ۴ سال به کار کردن در کشورهای عربستان سعودی، تونس و ایتالیا گذراند.
اولین کتاب او بنی و عمر بود که در سال ۱۹۹۸ بر اساس تجربیاتش در تونس نوشته شد و به چندین زبان ترجمه شد. کتاب بعدیش بنی و بیب بود که در سال ۱۹۹۹ چاپ شد.
بزرگترین موفقیت او در سال ۲۰۰۱ با چاپ کتاب آرتمیس فاول بود که یکی از پرفروش‌ترین کتاب‌های سال شد. با چاپ این کتاب اوئن از کار معلمی استعفا داد و به‌طور تمام وقت به نوشتن مشغول شد. تا کنون ۸ جلد از کتاب‌های آرتمیس فاول چاپ شده و به بسیاری از زبان‌ها ترجمه شده‌است.
اوئن کالفر می‌گوید: من به نوشتن ادامه خواهم داد تا زمانی که یا مردم دیگر نخوانند یا من هیچ ایده ای نداشته باشم. امیدوارم هیچ‌کدام از این‌ها به این زودی اتفاق نیفتد.
او در ایرلند همراه با همسر و دو فرزندش زندگی می‌کند.

## آثار[۵]

### آرتمیس فاول
1. آرتمیس فاول و گروگان‌گیری
2. آرتمیس فاول و ماجرای شمال
3. آرتمیس فاول و رمز ابدی
4. آرتمیس فاول و انتقام اُپال
5. آرتمیس فاول و مهاجران گمشده
6. آرتمیس فاول و معمای زمان
7. آرتمیس فاول و عقدهٔ آتلانتیس
8. آرتمیس فاول و آخرین نگهبان

### افسانه‌های اون کالفر
1. افسانهٔ اسپاد مورفی (ترجمه شده با نام اسپاد مورفی و تفنگی با فشنگ سیب زمینی توسط آتوسا صالحی، نشر افق، ۱۳۸۵)
2. افسانهٔ دندان ناخدا کُرو (ترجمهٔ شیدا رنجبر، نشر افق، 1387)[۶]
3. افسانهٔ بدترین پسر دنیا (ترجمه شده با نام بدترین پسر دنیا توسط شیدا رنجبر، نشر افق، 1387)[۷]